# Haus Bothe
Das Haus Bothe in Bremen-Schwachhausen, Ortsteil Riensberg, Riensberger Straße 45, stammt von um 1929. 
Das Gebäude steht seit 1996 unter Bremischem Denkmalschutz.

## Geschichte
Das zweigeschossige verputzte Gebäude mit einem Satteldach und einer Giebelspitze wurde 1929 im konservativen Stil nach Plänen von Arthur Bothe für sich gebaut.
Bothe plante in Bremen u. a. auch das Geschäftshaus Gollücke und Rothfos an der Schlachte 3/5 und das Eduscho-Haus, Am Markt 18/19.